# Gommiswald
Gommiswald est une commune suisse du canton de Saint-Gall, située dans la circonscription électorale de See-Gaster.

Photo aérienne prise à 100 m par Walter Mittelholzer (1922)

## Histoire
Le 1er janvier 2013, Gommiswald a annexé les communes de Rieden et d'Ernetschwil.
Grâce à l'aide de Barbara von Trüllerey, abbesse du chapitre de Schänis (1495-1525), Gommiswald devient une paroisse.

## Sports
Le village a servi d'arrivée à la sixième étape du Tour de Suisse 2018 avec une ascension finale classée en troisième catégorie. L'étape fut remportée par Søren Kragh Andersen tandis que Richie Porte consolidait un peu son maillot jaune, ayant accéléré dans cette montée finale.